# Panamá
O Panamá (pronunciado em português europeu: [pɐnɐˈma]; pronunciado em português brasileiro e castelhano: [panaˈma]), oficialmente República do Panamá (em castelhano: República de Panamá), é o país mais meridional da América Central. Situado no istmo que liga as Américas do Norte e do Sul, o país faz fronteira com Costa Rica, a oeste; Colômbia, a sudeste; Caribe, ao norte, e com o Oceano Pacífico ao sul. A capital é a Cidade do Panamá.
A população do país é formada por uma maioria de mestiços de indigenas, africanos, europeus. O setor econômico mais importante é o de serviços, que abrange as atividades financeiras e as rendas obtidas com a zona de livre-comércio de Colón, a exploração do canal e o registro de navios mercantes.
Explorado e estabelecido pelos espanhóis no século XVI, o Vice-Reino de Nova Granada rompeu com o Império Espanhol, sob o nome da República da Grã-Colômbia. Quando a Grã-Colômbia foi dissolvida em 1831, o país e Nova Granada, que mais tarde se tornaria a Colômbia, permaneceram unidos. Com a retomada da construção do canal e os entraves colocados pelo governo colombiano, os Estados Unidos resolvem financiar movimentos separatistas locais de modo a controlar a região. Em 1903 Panamá se separou da Colômbia, permitindo que o Canal do Panamá fosse construído pelo Corpo de Engenheiros do Exército dos Estados Unidos entre 1904 e 1914. Em 1977, foi assinado um acordo para a transferência completa do canal dos Estados Unidos para o Panamá até o final do século XX.
A receita proveniente do canal representa hoje uma parcela significativa do PIB do país. O Panamá tem a segunda maior economia da América Central, além de ser a economia que mais cresce e o maior consumidor per capita da região. Em 2013, o país ficou em quinto lugar entre as nações da América Latina no Índice de Desenvolvimento Humano (IDH) e na 59ª posição no mundo. Desde 2010, o Panamá continua como a segunda economia mais competitiva da América Latina de acordo com o Índice de Competitividade Global do Fórum Econômico Mundial. A selva do país é o lar de uma abundância de plantas, animais e pássaros tropicais, sendo muitos deles endêmicos da região.

## Etimologia
A origem definitiva do nome "Panamá" é desconhecida, existindo várias teorias que tratam acerca disto. Em uma delas, há a afirmação de que o país recebeu este nome em razão de uma espécie de árvore comumente encontrada na região (Sterculia apetala, a árvore do Panamá), com outra teoria afirmando que a origem do nome está ligada aos primeiros colonos que, ao chegarem ao território em agosto, depararam-se com uma abundância de borboletas e que, assim, o nome significa "muitas borboletas" em uma ou várias das línguas indígenas ameríndias que eram faladas no território antes da colonização espanhola. Conforme uma outra teoria, a palavra é uma castilianização da palavra da língua Kuna "bannaba" que, por sua vez, significa "distante" ou "longe".
A grafia correta é Panamá nas línguas portuguesa e castelhana e Panama  nas línguas italiana, francesa, inglesa e alemã. O vocábulo panamá é a designação de um tipo de chapéu o qual fabrica-se a partir da matéria-prima das folhas de uma palmeira endêmica de cinco países da Mesoamérica que são o Panamá, a Colômbia, o Peru, e o Equador, utilizando-se, também, como sinônimo de corrupção política, escândalo financeiro, dinheiro mal administrado dos outros ou do governo, a partir das finanças ilegais praticadas por um companhia francesa denominada Compagnie Universelle du Canal Océanique que encarregava-se de construir o canal do Panamá.

## História

### Primeiros povos e colonização europeia

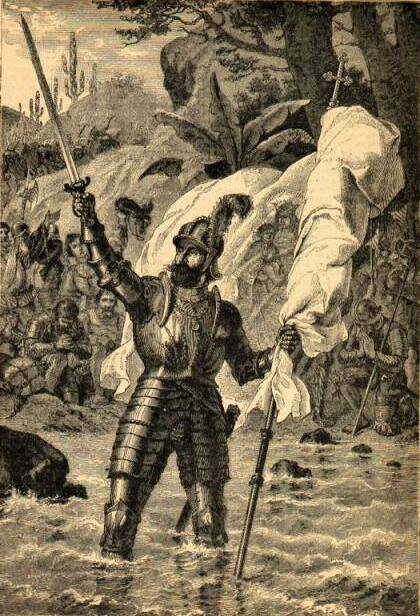
Vasco Núñez de Balboa.

No Panamá viviam índios chibchas, caribes, cholos e chocóes. O istmo foi uma das primeiras terras americanas descobertas e exploradas pelos espanhóis. Em 1501, Rodrigo de Bastidas percorreu as costas caribenhas. Cristóvão Colombo ancorou na baía de Portobelo em 1502 e, no ano seguinte, fundou Santa María de Belén, primeiro assentamento europeu em terras continentais americanas.
Em 1508, a coroa ordenou a colonização do istmo do Panamá (Tierra Firme) e nomeou Diego de Nicuesa como primeiro governador do território, denominado Castilla de Oro. Em 1510, Nicuesa fundou o porto de Nombre de Dios, na costa do Caribe.
Fundada em 1519 por Pedrarias Dávila, governador da Castilla del Oro, a cidade do Panamá logo se desenvolveu, graças ao caminho construído até Nombre de Dios. Era forçoso que o ouro do Peru, assim como o tráfego de pessoas e mercadorias entre as colônias e a metrópole, passasse pelo istmo. Uma frota ligava o porto de Callao, perto de Lima, com o do Panamá.
No século XVIII, decaiu o tráfico marítimo na área. Em 1739, a tomada de Portobello pelos britânicos desorganizou o movimento comercial. O Panamá passou à jurisdição do vice-reinado de Nova Granada, quando este se separou do peruano.

### Independência da Espanha e Grã-Colômbia

Províncias da República de Nova Granada em 1851.

Os movimentos nas colônias espanholas na América finalmente afetaram o Panamá, que em 28 de novembro de 1821 proclamou a independência. Poucos meses mais tarde, integrou-se à Grande Colômbia de Simón Bolívar, ao lado da Venezuela, Colômbia e Equador, com o nome de departamento do Istmo. Sediou pouco depois o primeiro Congresso Interamericano, convocado por Bolívar em 1826. Em 1840 houve uma efêmera independência de 13 meses, seguida da reincorporação do território à Colômbia, como departamento do Panamá.
Em 1846, um tratado entre o governo colombiano e os Estados Unidos permitiu a construção da ferrovia interoceânica, para a qual se garantiu neutralidade e livre trânsito. O descobrimento de ouro na Califórnia, em 1849, revalorizou o papel do istmo como via de comunicação entre as costas oriental e ocidental dos Estados Unidos. Seis anos mais tarde, inaugurou-se a ferrovia, uma das mais promissoras fontes de divisas do governo colombiano, que o levou a empreender múltiplas e intermináveis negociações para a construção do canal, só iniciada em 1880. A companhia encarregada do vultoso empreendimento, de capital majoritariamente francês, interrompeu os trabalhos em 1889 e, em 1898, a obra foi definitivamente paralisada. Os Estados Unidos entraram então em negociações com a Colômbia e estabeleceram, para concluir a construção, um tratado provisório que nunca chegou a ser ratificado pelo Senado colombiano.

### Separação da Colômbia

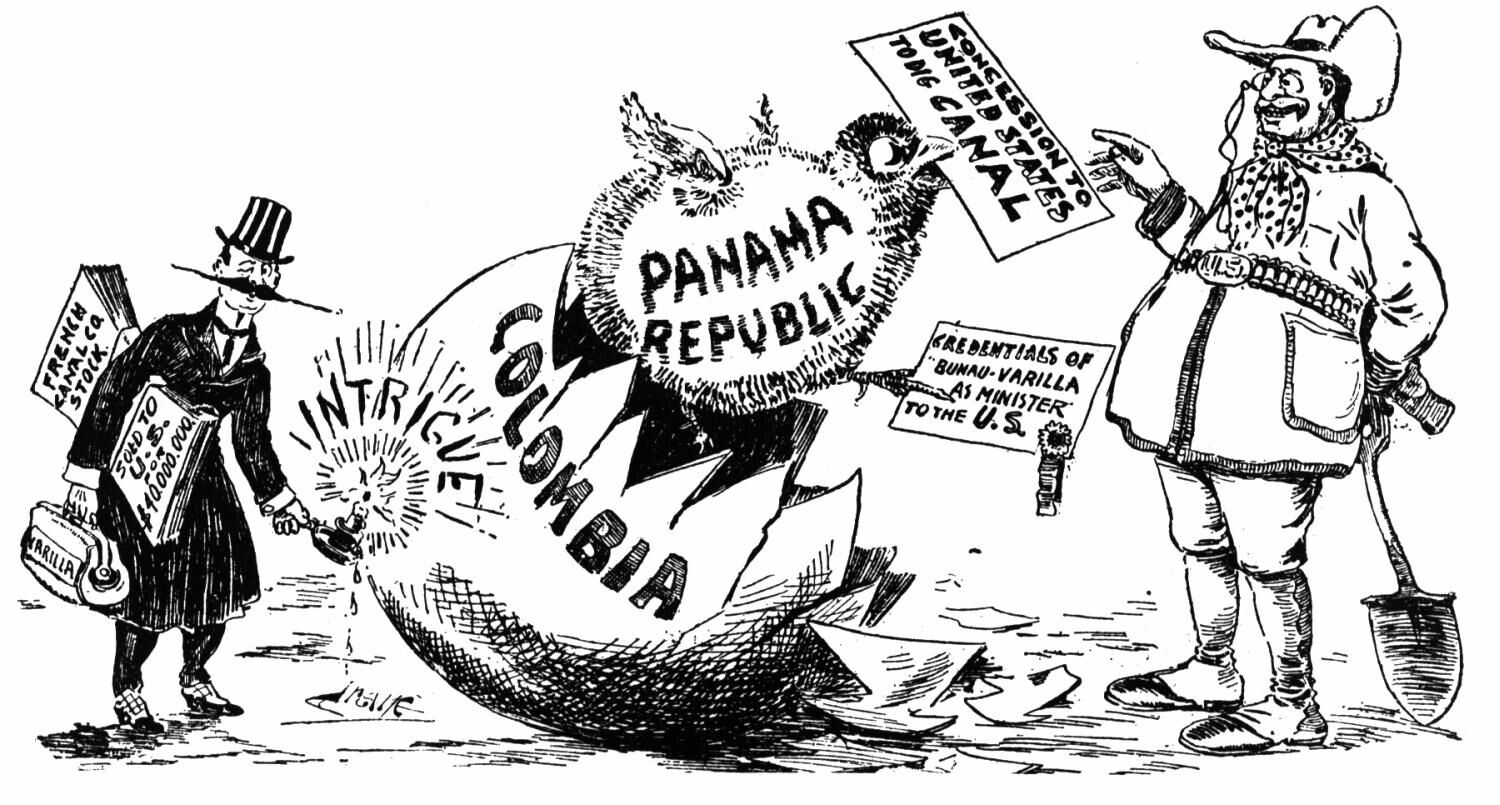
Cartum editorial de 1903 sobre Tratado Hay-Bunau-Varilla que cedeu a construção do Canal do Panamá aos Estados Unidos.

Com a decisão de se retomar o projeto abandonado pelos franceses, os Estados Unidos, maiores interessados na conclusão da rota, iniciam as negociações com o governo colombiano. No início de 1903, o Tratado Hay-Herran foi assinado pelos dois países, mas o senado colombiano não o ratificou. Após a negativa, os Estados Unidos mudam de estratégia e passam a financiar movimentos separatistas locais de modo a retirar o poder do governo colombiano sobre a área.
Em 3 de novembro de 1903, um movimento separatista proclamou a independência do Panamá em relação à Colômbia. Os Estados Unidos reconheceram de imediato o novo estado e enviaram forças navais que impediram a chegada de tropas colombianas para sufocar a rebelião. Quinze dias depois, foi firmado o Tratado Hay-Bunau-Varilla, ratificado pelo governo provisório do Panamá, e que concedia aos Estados Unidos o uso, controle e ocupação perpétua da Zona do Canal, uma faixa de 16 km de largura através do istmo do Panamá. Em 1904 reiniciaram-se as obras. O canal só foi aberto oficialmente ao tráfego em 15 de agosto de 1914.
A constituição de fevereiro de 1904 autorizava a intervenção das forças armadas norte-americanas em caso de desordens públicas, o que, na prática, equivalia à instauração de um protetorado. A instabilidade política motivou diversas intervenções nos primeiros decênios do século e isso, somado à alienação da Zona do Canal, que partia em dois o território nacional, alimentou na população sentimentos de hostilidade aos Estados Unidos e um crescente nacionalismo.

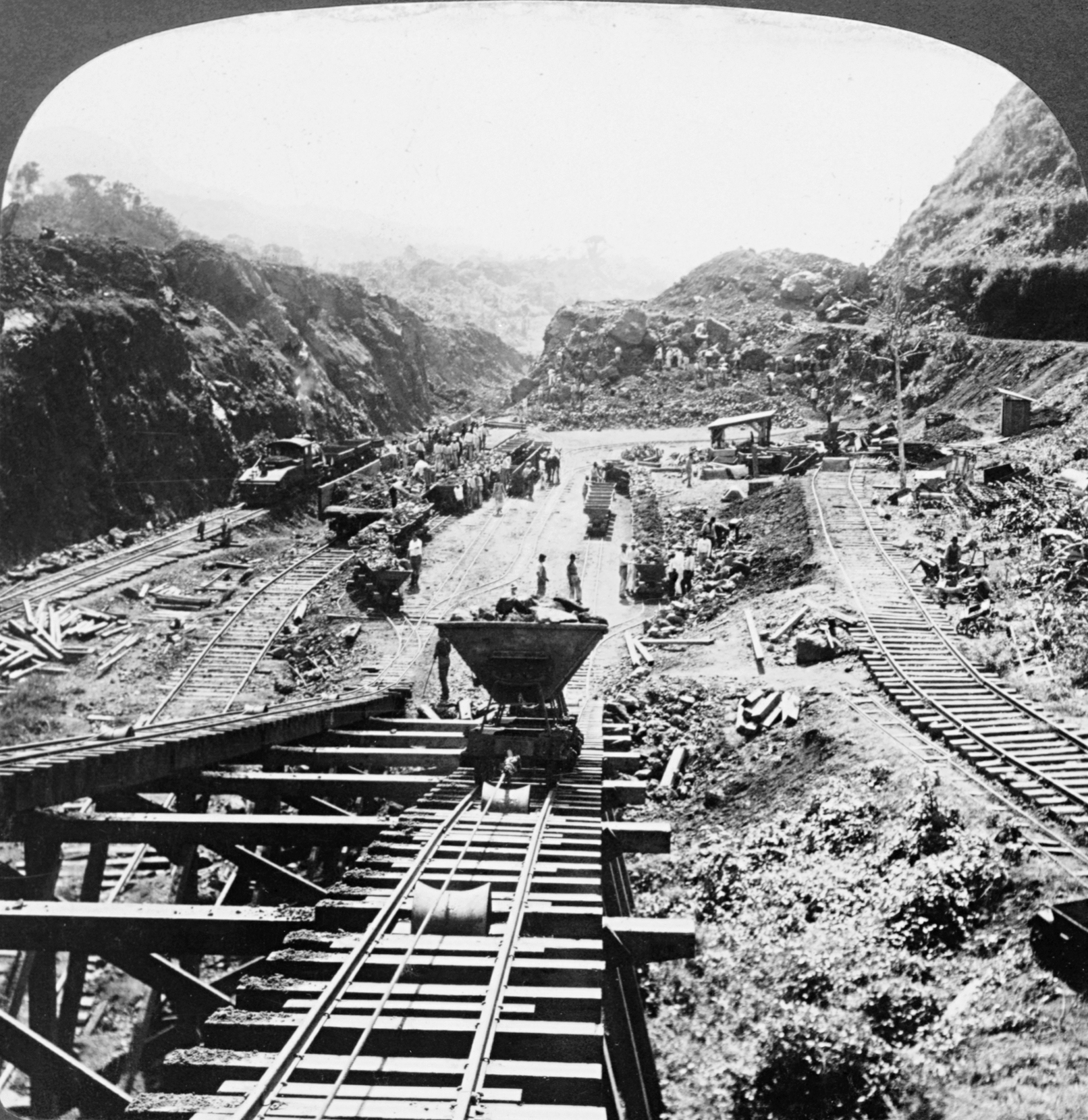
Trabalhos de construção do Canal do Panamá em 1907.

Em 1924 normalizaram-se as relações entre o Panamá e a Colômbia. Em 1936, a "política da boa vizinhança" preconizada pelo presidente estadunidense Franklin Roosevelt permitiu um princípio de revisão do Tratado Hay-Bunau-Varilla. Arnulfo Arias, eleito presidente em junho de 1940, aproveitou a delicada situação internacional para exigir do governo dos Estados Unidos maiores compensações pelo uso bélico da Zona do Canal e da frota de bandeira nominalmente panamenha. Após sua queda, em 1941, o país entrou na segunda guerra mundial, seguindo as diretrizes dos Estados Unidos, que foram autorizados a operar em bases localizadas fora da Zona do Canal.
Em 1949 Arias foi novamente eleito, mas um golpe de estado entregou o poder dois anos mais tarde a José Antonio Remón, comandante da Guarda Nacional, que firmou com o presidente estadunidense Dwight Eisenhower novo tratado sobre o canal, mais favorável aos interesses panamenhos. O assassinato de Remón, em janeiro de 1955, levou aos breves mandatos presidenciais de José Ramón Guizado e Ricardo Arias Espinosa. Ernesto de la Guardia Jr. governou de 1956 a 1960, quando as obras financiadas pelo Banco Mundial e a entrada de capital estrangeiro para a construção de refinarias de petróleo favoreceram o desenvolvimento do país.
Durante o mandato de Roberto Chiari (1960-1964) concretizou-se um programa para a erradicação de bolsões de pobreza e a extensão da previdência social a amplos setores da população. Nessa época, a Ponte das Américas, a estrutura sobre o Canal do Panamá que une por via terrestre o istmo, foi inaugurada em 12 de outubro de 1962. Os distúrbios de janeiro de 1964 e o rompimento temporário das relações com os Estados Unidos levaram a nova intervenção. Marco Aurelio Robles (1964-1968) assinou novos tratados em junho de 1967.

### Governo Torrijos

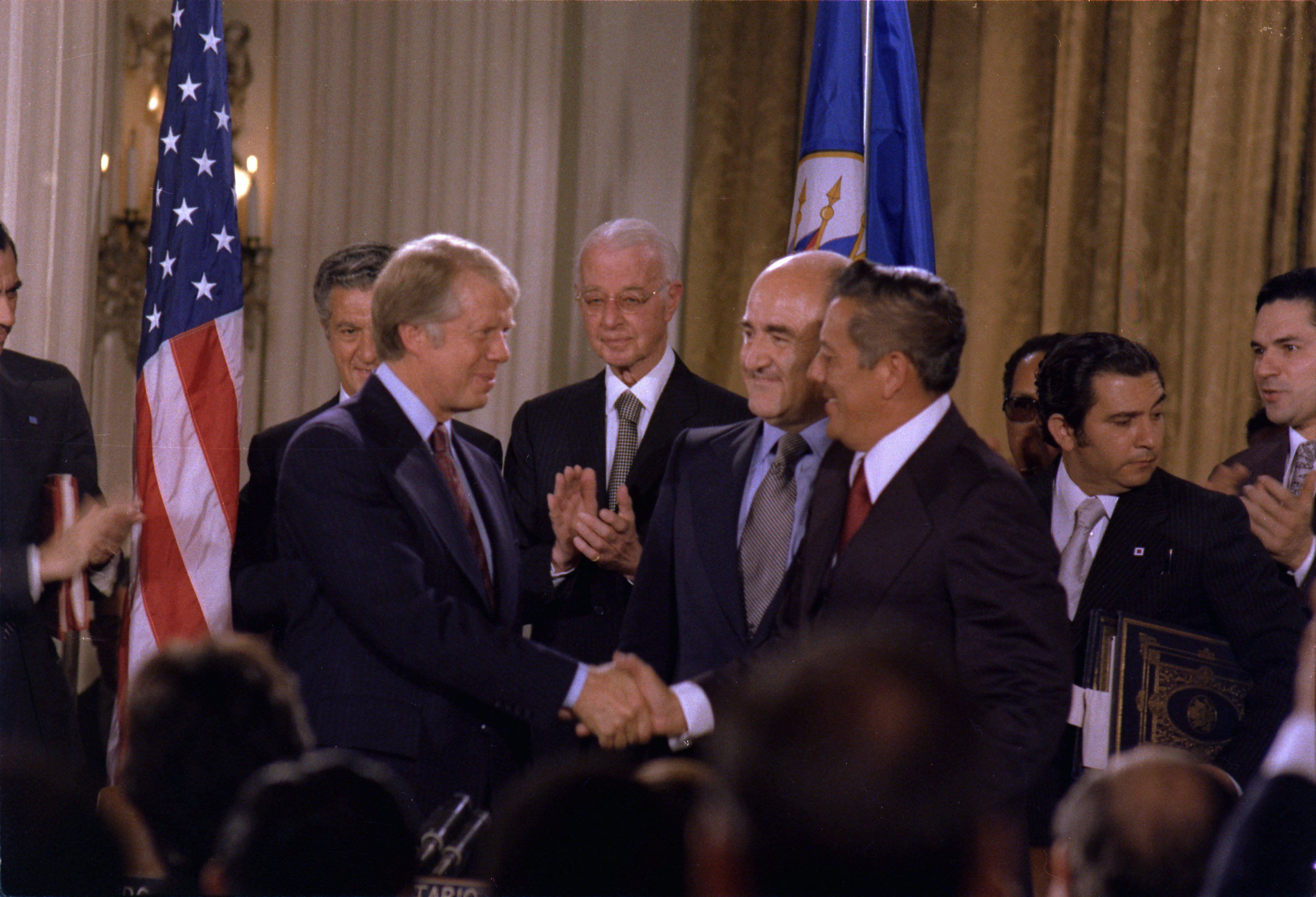
Jimmy Carter e Omar Torrijos apertam as mãos momentos depois da assinatura dos Tratados Torrijos-Carter em 1977.

Arnulfo Arias, reeleito em 1968, foi destituído pela terceira vez por um golpe de estado. Instaurou-se uma junta militar, manipulada extraoficialmente por Omar Torrijos, comandante da Guarda Nacional, que em 1972 se fez outorgar poderes executivos especiais por um período de seis anos. A presidência do país, desprovida pela constituição de 1972 de parte de seus poderes políticos em favor da Guarda Nacional, entre 1972 e 1978 foi ocupada por Demetrio Lakas.
O governo de Torrijos caracterizou-se pela realização de obras públicas e pelo intervencionismo econômico e social do estado. A nível externo, aumentou a tensão com os Estados Unidos em relação ao canal, mas a boa disposição do presidente estadunidense Jimmy Carter conduziu a novo acordo, firmado em setembro de 1977, pelo qual foi determinada a cessão gradual ao Panamá dos direitos estadunidenses sobre o canal e sua Zona, processo a ser completado no ano 2000.

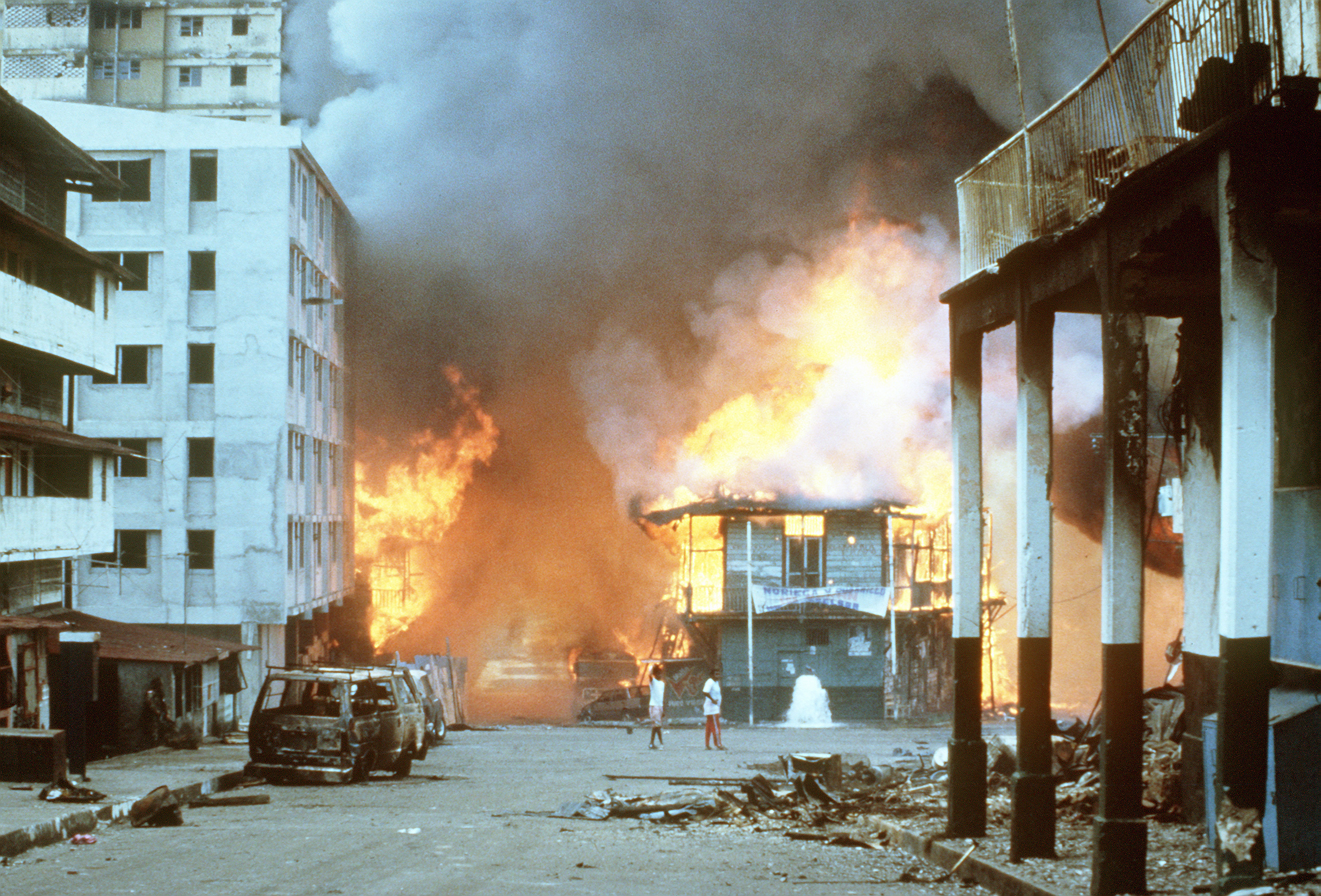
Invasão do Panamá pelos Estados Unidos em 1989.

Em 31 de julho de 1981, durante a presidência de Arístides Royo, enquanto o país atravessava séria crise econômica, Torrijos morreu num acidente aéreo. Foi sucedido, no comando da Guarda Nacional, por Florencio Flores e, no ano seguinte, por Rubén Darío Paredes. Ricardo de la Espriella assumiu a presidência em 1982 e renunciou em fevereiro de 1984. As eleições de 30 de maio do mesmo ano deram o poder a Nicolás Ardito Barletta, que renunciou um ano mais tarde. Eric Delvalle, presidente desde 1985, foi destituído pela Assembleia Nacional quando tentou cassar, em 1988, o comandante da Guarda Nacional Manuel Antonio Noriega, acusado por um tribunal estadunidense de participar do tráfico internacional de drogas.
Em maio de 1989 realizaram-se eleições, anuladas depois de um aparente triunfo da oposição, e Francisco Rodríguez, ligado a Noriega, foi nomeado presidente provisório. Ante a crescente oposição internacional ao regime, em dezembro Noriega foi designado dirigente máximo do país e destituído no mesmo mês por nova intervenção americana. Guillermo Endara, aparente vencedor das eleições de maio, foi declarado presidente.

## Geografia
A República do Panamá está situada no istmo que une a América do Sul à América Central. O país, dividido pelo Canal do Panamá, faz fronteira ao norte com o Mar do Caribe, a leste com a Colômbia, ao sul com o Oceano Pacífico e a oeste com a Costa Rica. Tem uma superfície de 77 082 km². A capital é a cidade do Panamá. Sua moeda é chamada Balboa.

### Relevo

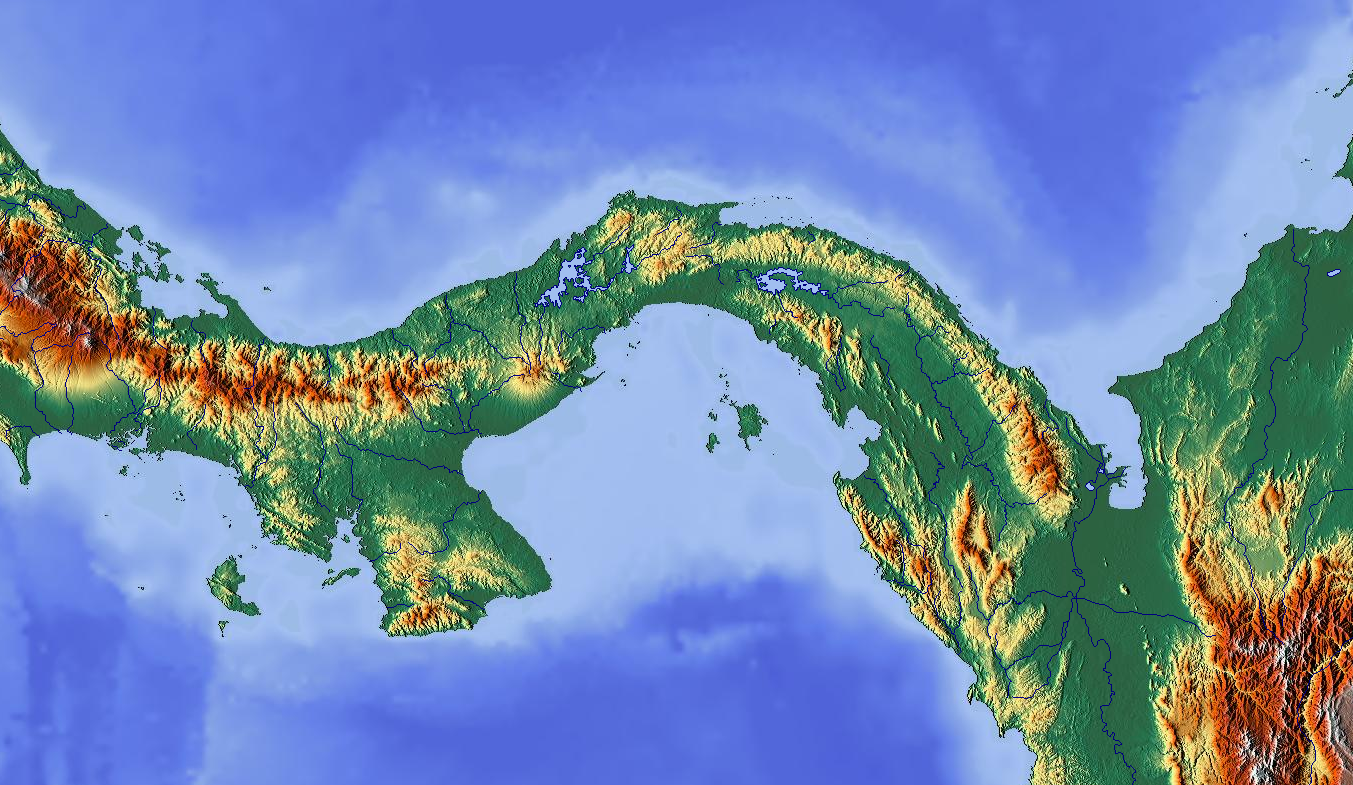
Mapa topográfico do território panamenho.

Todo o país é atravessado por cadeias montanhosas. A serra de Tabasará, a oeste, tem uma altitude média de 1 525 m. Outros sistemas montanhosos são a cordilheira de San Blas e a serra do Darién, situadas no interior. Os rios mais importantes são o Tuira e o Chagres. No Golfo do Panamá encontra-se o arquipélago das Pérolas.
A topografia apresenta três áreas distintas: as planícies, com altitude abaixo de 700 m, que formam mais de 85% do território; as áreas temperadas, com elevações entre 700 e 1 500 m; e os planaltos, com altitude acima de 1,5 mil metros, onde se encontra o vulcão inativo Barú (Chiriquí), ponto culminante do país (3 475 m).
As duas principais cadeias montanhosas são a Tabasará (cordilheira Central), a oeste, e a de San Blas, a leste. As planícies incluem as próximas aos golfos do Panamá e de Chiriquí, na costa do Pacífico, as bacias fluviais de Bayano e Chucunaque, interior, e as da região do Caribe.

### Hidrografia

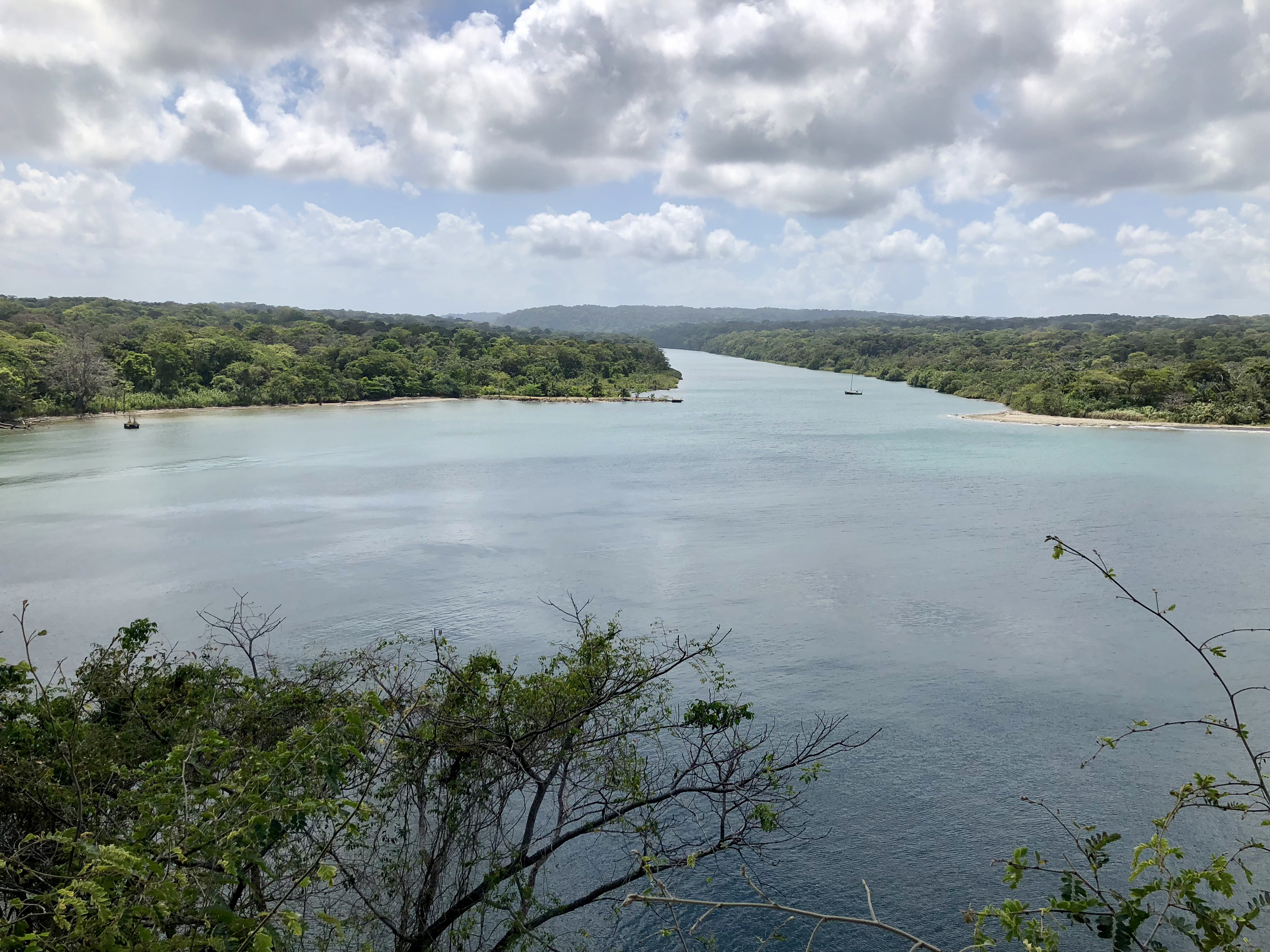
O rio Chagres.

No estreito istmo panamenho há cerca de 27 rios, a maioria dos quais nascem nas montanhas. Os principais são: o Tuira, o Chepo, o Sixaola, o Changuinola, o Chiriquí Viejo e o Santa María. A costa caribenha, com cerca de 1 160 km de extensão, é baixa e pantanosa. A oeste ficam a laguna de Chiriquí, separada do mar pelo arquipélago de Bocas del Toro, e o golfo de Mosquitos; a leste da ponta Manzanillo ficam o golfo de San Blas e o arquipélago das Mulatas. A costa do Pacífico é bem mais recortada, com cerca de 1 700 km de extensão. De oeste a leste, estão o golfo de Chiriquí, a península de Azuero e o golfo do Panamá. São numerosas as ilhas da plataforma continental: Coiba, a maior de todas; Jícarón, Cébaco e, no golfo do Panamá, as do arquipélago das Pérolas.

### Clima e biodiversidade

Panamá de acordo com a classificação climática de Köppen-Geiger.

O Panamá tem um clima tropical. As precipitações são abundantes, com um índice mais elevado na costa do Caribe que na do Pacífico. Somente a área mais baixa, na costa do Pacífico, tem uma estação seca durante boa parte do ano. A temperatura média térmica anual em ambas as costas é de 27 °C e de 10 °C a 19 °C nas montanhas. As chuvas mais intensas caem entre março e setembro. O índice pluviométrico anual situa-se entre 1 500 a 3 500 mm na costa do Caribe e entre 1 140 e 2 290 na do Pacífico.
No Panamá a flora é um autêntico paraíso de maravilhosas árvores e plantas que povoam o país, e explodem numa grande festa de cores entre os meses de abril e junho, destacando, acima de tudo, as acácias amarelas e rosadas, a ponciana roxa, a lagerstroemia e o jacarandá púrpura. Entre dezembro e julho florescem boganviles dos mais diversos tons. Também há orquídeas de variedades diversas e plantas com milhões de folhas de distintas cores, muito abundante em todo o país. No total formam um maravilhoso conjunto com mais de 10 mil variedades distintas. Quanto à fauna, as selvas panamenhas são reconhecidas mundialmente, por acolher numerosas e magníficas espécies. Entre elas abundam os macacos, pumas, ocelotes, tatus, porcos do mato, tamanduás, coelhos, veados e outros animais nativos do trópico americano. Existem mais de mil espécies distintas de aves, incluindo as migratórias que ficam no Panamá. O quetzal, a arara e a Harpía, que é a Ave Nacional, fazem seus ninhos neste país. O Panamá é também rico em vida marinha, por estar banhado pelos dois Oceanos, o Pacífico e o Atlântico. Abundam em suas águas as lagostas, camarões, amêijoas e distintos peixes como o marlin, peixe vela, peixe espada, atum, bonito, corvina, barracuda, tintorera, sardinha, pargo e o peixe serra, entre outras espécies.

## Demografia

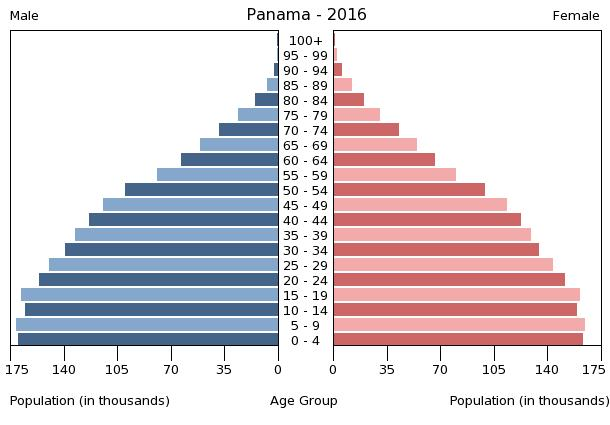
Pirâmide etária do Panamá (2016).

O Panamá tinha uma população estimada de 4 176 869 em 2018. A proporção da população com menos de 15 anos em 2010 era de 29 por cento, sendo 64,5% da população tinha entre 15 e 65 anos e 6,6% da população com 65 anos ou mais.
Mais da metade da população vive no corredor metropolitano Cidade do Panamá-Colón, que abrange várias cidades. A população urbana do Panamá ultrapassa 75%, tornando a população do Panamá a mais urbanizada da América Central.

### Grupos étnicos
Grupos étnicos do Panamá (2020)
A distribuição por sexo no território nacional é de 50,4% de mulheres e 49,6% de homens, enquanto 32,8% da população se reconhece como afrodescendente e 14,4% como indígena. 
Os grupos étnicos no panamá incluem o povo mestiço, que é uma mistura de ancestrais europeus, africanos e indígenas. Os afro-panamenhos representam de 32.8% da população e são descendentes de povos africanos. A segunda leva de negros trazidos para o Panamá veio do Caribe durante a construção do Canal do Panamá.
O Panamá também tem uma população considerável de chineses e indianos trazidos para trabalhar no canal durante sua construção. A maioria dos chineses-panamenhos residem na província de Chiriquí. Europeus e brancos panamenhos são uma minoria, que também é o lar de uma pequena comunidade árabe, que mantém mesquitas e pratica o Islã, e de uma comunidade judaica, com muitas sinagogas.
A população ameríndia inclui sete grupos étnicos: ngöbes, cunas, emberás, buglés, wounaanos, teribes e bribris.

### Religiões
Religião no Panamá (2015)
O cristianismo é a principal religião do Panamá. Uma pesquisa oficial realizada pelo governo estimou em 2015 que 63,2% da população, ou 2 549 150 pessoas, se identifica como católica romana e 25,0% como protestante evangélica, ou 1 009 740. As Testemunhas de Jeová foram a terceira maior congregação, compreendendo 1,4% da população, seguida pela Igreja Adventista e a A Igreja de Jesus Cristo dos Santos dos Últimos Dias, com 0,6%. Há uma grande comunidade budista (0,4% ou 18 560) e judaica (0,1% ou 5 240) no país.
A comunidade da Fé Baháʼí no Panamá é estimada em 2% da população nacional, ou cerca de 60 mil incluindo cerca de 10 por cento da população ngöbe.
A Igreja de Jesus Cristo dos Santos dos Últimos Dias possui mais de 40 mil membros. Grupos religiosos menores incluem adventistas do sétimo dia, Testemunhas de Jeová, episcopais com entre 7 mil e 10 mil membros, comunidades judaicas e muçulmanas com aproximadamente 10 mil membros cada, hindus, budistas e outros cristãos. As religiões indígenas incluem Ibeorgun (entre os cunas) e Mamatata (entre os ngöbes). Também há um pequeno número de rastafáris.

### Línguas
O espanhol é o idioma oficial e dominante, com sua variante local conhecida como espanhol panamenho. Cerca de 93% da população fala espanhol como primeira língua. Muitos cidadãos que trabalham em nível internacional, ou em empresas, falam inglês como segunda língua. Cerca de 14% dos panamenhos falam inglês; este número deve aumentar porque o Panamá agora exige aulas de inglês em suas escolas públicas. Línguas nativas, como ngäbere, são faladas em todo o país, principalmente em seus territórios nativos. Mais de 400 mil panamenhos mantêm suas línguas e costumes nativos. Cerca de 4% falam francês e 1% fala árabe.

## Governo e política

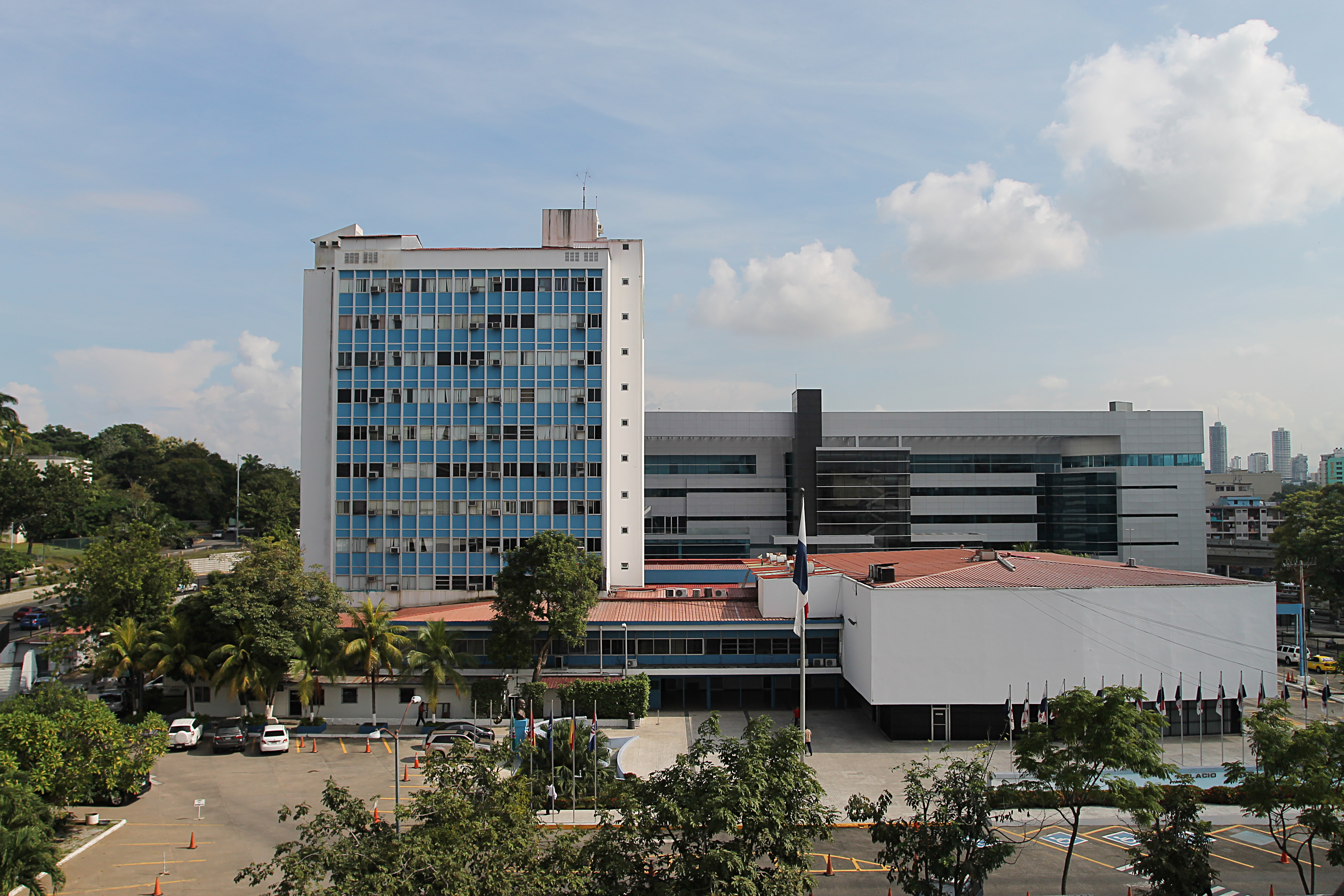
Assembleia Nacional do Panamá.

O Panamá é uma república com três ramos de governo: os ramos executivo e legislativo são eleitos por voto directo para mandatos de 5 anos, e o judiciário é nomeado de forma independente. A constituição de 1972 foi modificada em 1978. O sistema de governo adotado no país é a república presidencialista democrática representativa.
O poder executivo é encabeçado pelo presidente, dois vice-presidentes e um Conselho de Ministros. O presidente da república é eleito por sufrágio universal direto a cada cinco anos. Um conselho de estado desempenha papel consultivo.
O poder legislativo é unicameral: exercido pela Assembleia Legislativa, cujos 78 membros são eleitos a cada cinco anos. O Conselho Consultivo Nacional é composto por membros eleitos pela Assembleia Nacional e por outros, eleitos diretamente pelo povo. Suas principais funções são fixar diretrizes legais, elaborar códigos, etc.
O poder judiciário é exercido, em seu escalão superior, pela Suprema Corte de Justiça, composta por nove membros propostos pelo presidente e aceitos pela Assembleia Nacional. Outras instâncias incluem os cinco tribunais superiores e as três cortes de apelação. Um Tribunal Eleitoral autónomo supervisiona o registo dos eleitores, o processo eleitoral e as actividades dos partidos políticos. O voto é obrigatório para todos os cidadãos com mais de 18 anos, se bem que os que não cumpram a obrigação não sejam tramados.

### Forças públicas

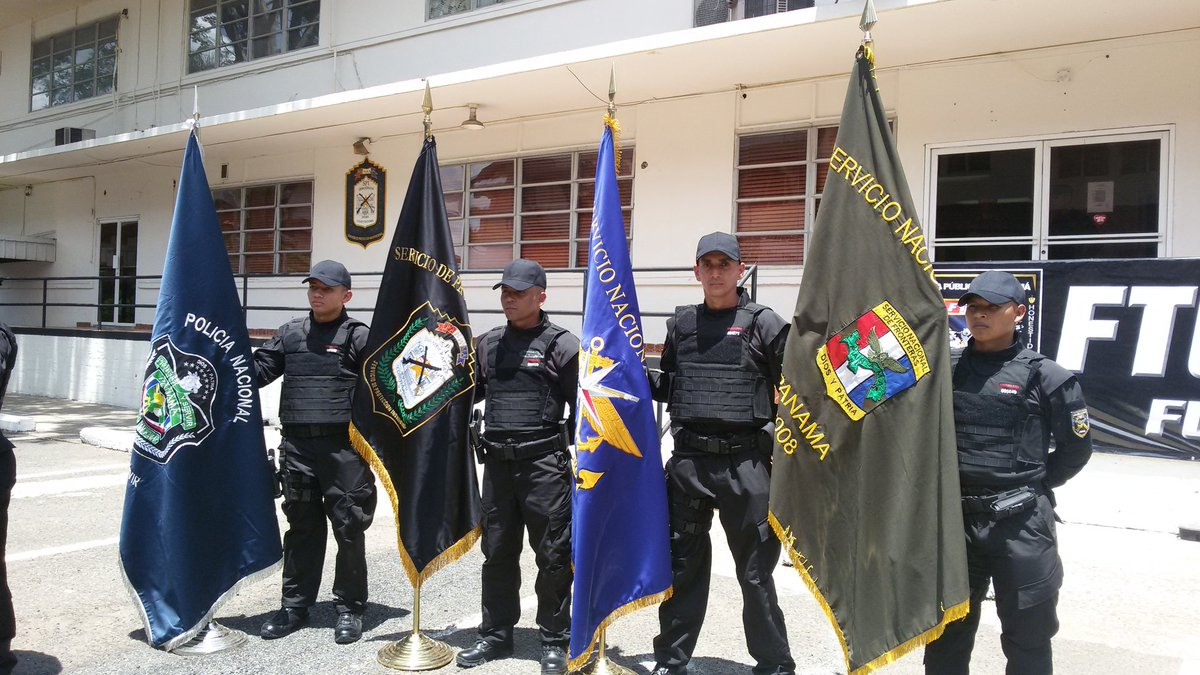
Ramos das Forças Públicas do Panamá.

O Panamá é o segundo país (o outro sendo a Costa Rica) no continente americano que não detém uma força armada regular; as suas antigas forças armadas foram abolidas graças a uma emenda na constituição do país, aprovada pelo parlamento em 1994, depois da invasão norte-americana para derrubar uma ditadura militar que durou entre 1968 e 1989.
As Forças Públicas do Panamá é a instituição responsável pela manutenção da paz e da segurança dentro do território nacional e é composta por uma polícia armada, um serviço de patrulhamento das fronteiras, um serviço aeronaval e um serviço de protecção institucional.

## Subdivisões
O Panamá divide-se em 9 províncias (igual em espanhol) e 3 comarcas com status de província:

## Economia

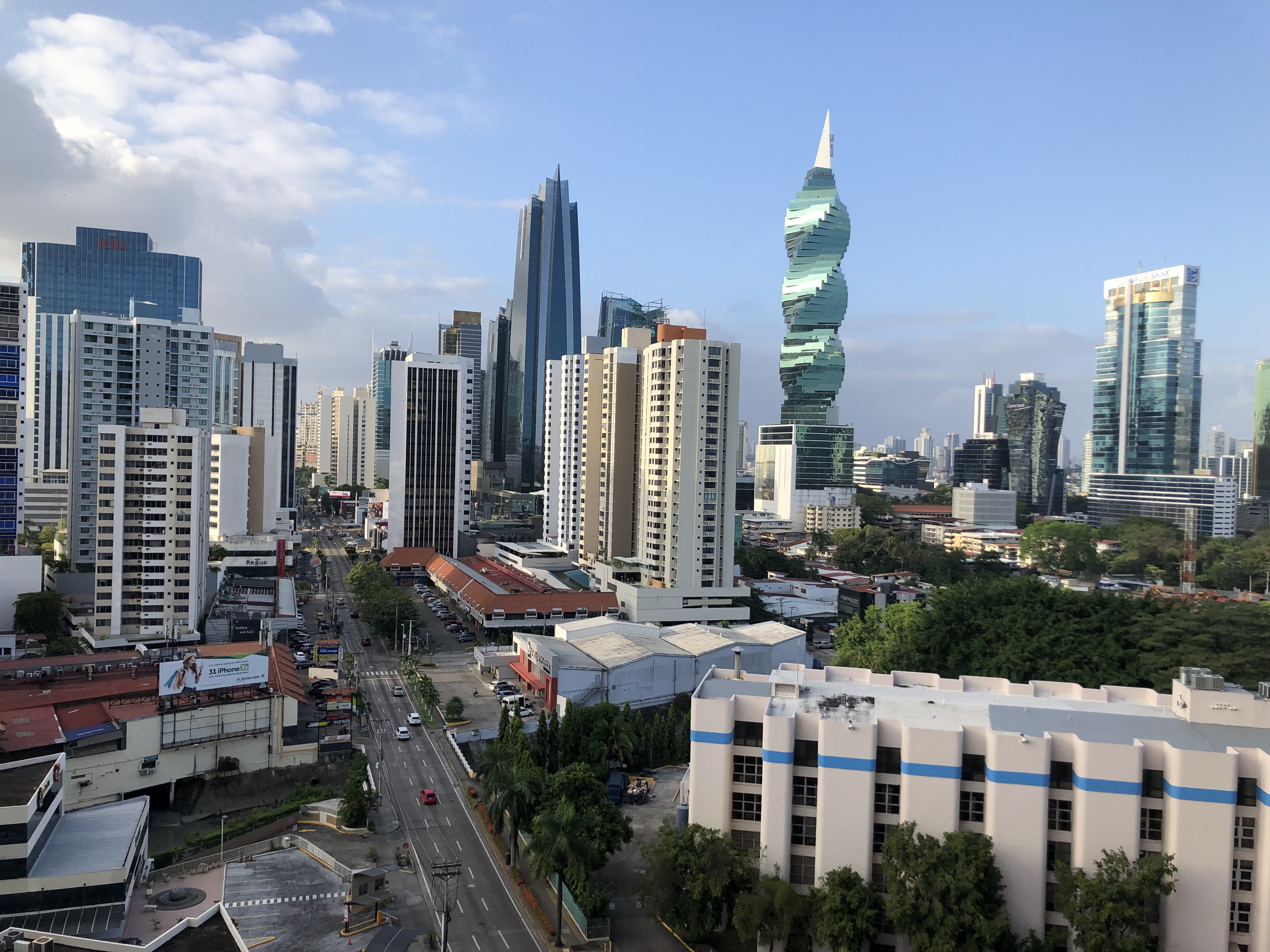
A Cidade do Panamá possui vários dos mais altos arranha-céus da América Latina.

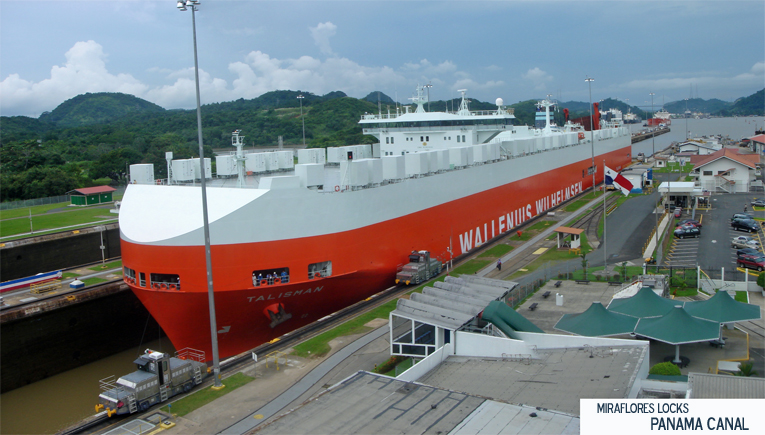
O Canal do Panamá é uma importante rota comercial entre o Atlântico e o Pacífico. Na imagem, um Panamax na eclusa de Miraflores.

A principal fonte de recursos do Panamá está associada às operações realizadas no Canal do Panamá, cujo controle total passou ao Panamá em 1999. O Produto Interno Bruto é de 24,711 bilhões de dólares (2009), equivalentes a 7 155 dólares per capita. É também um dos países mais prósperos e que mais cresce na América Latina. Tem apenas 2,8 milhões de habitantes. Desde a deposição do ditador Manuel Noriega, em 1989, não tem mais Forças Armadas.
A fortemente dolarizada economia do Panamá apoia-se num bem desenvolvido setor de serviços, que responde por 3/4 do Produto Interno Bruto. Os serviços estão associados à operação do Canal do Panamá, e também ao setor bancário e à zona de livre comércio de Colón, além do aluguel da bandeira panamenha para registro de navios. O Panamá é hoje o país mais internacionalizado da América Latina, segundo o Índice de Globalização das Nações Unidas. Adota o dólar como moeda corrente, o inglês é falado nas ruas e tem gente de todo o mundo chegando e partindo de seus portos, rodovias e aeroportos.
Apesar do considerável desenvolvimento registrado nas últimas décadas, o setor industrial panamenho é relativamente fraco. Destacam-se a produção de plásticos, as indústrias têxteis, as de confecção de artigos de couro e, sobretudo, as alimentícias: carne, cereais, açúcar e laticínios. Os principais centros industriais são a capital do país e zona franca de Colón, criada em 1953, onde reúnem montadoras de produtos procedentes dos Estados Unidos, Japão e Europa ocidental, que são posteriormente exportados para os países das Américas Central e do Sul.
Existe petróleo nas plataformas marinhas. No entanto, o subsolo não é rico em jazidas minerais e somente calcário e sal são obtidos em quantidades significativas. A maior parte da energia elétrica provém ainda de usinas termelétricas, mas na segunda metade do século XX foram construídas várias usinas hidrelétricas.

### Agropecuária

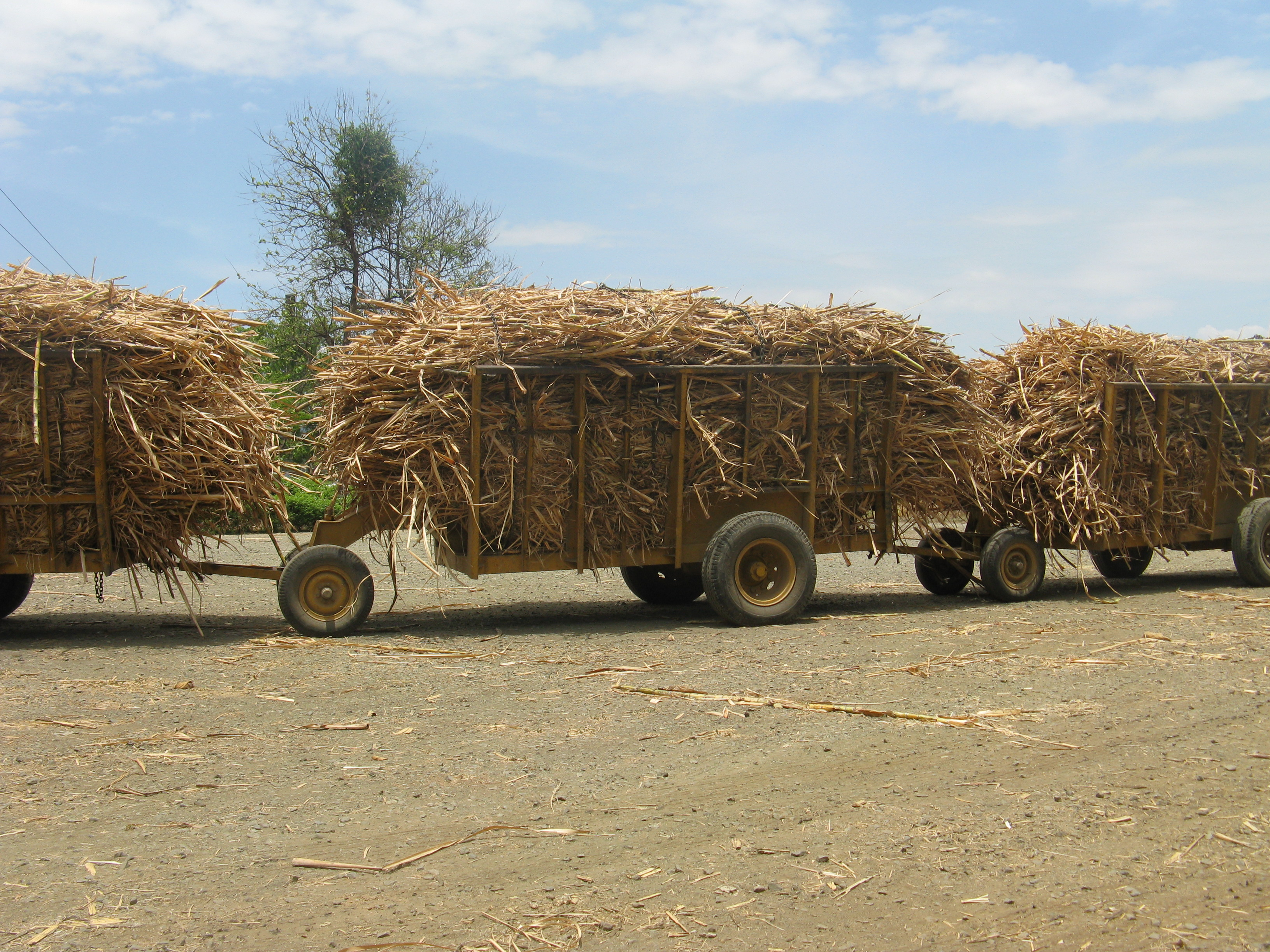
Transporte de cana-de-açúcar na província de Herrera

As grandes empresas agrícolas convivem com as pequenas propriedades e lavouras de subsistência. A maior parte da produção agrícola destina-se à exportação e é obtida em fazendas mecanizadas, mas persistem os núcleos de subsistência, que utilizam técnicas tradicionais. Nas planícies plantam-se arroz, cana-de-açúcar e frutas tropicais; nas terras temperadas são produzidos tomates, batatas e cebolas. O milho é cultivado em quase todas as zonas agrícolas do país. Exportam-se café, açúcar e bananas.
A pecuária tem importância nas províncias de Chiriquí, Veraguas e Los Santos, que contam além dos pastos naturais para o gado bovino, com grandes fazendas de suínos. Nos últimos decênios do século XX, a pesca se desenvolveu em todo o litoral, tanto na costa como no alto-mar. São exportados sobretudo crustáceos.
Os principais cultivos são a banana, a cana-de-açúcar, o arroz, o milho e o café. A pesca é uma das atividades mais importantes do país. O principal produto mineral é o sal. Os produtos industriais abastecem somente o mercado local. A moeda é o Balboa. O Panamá produz pequenas quantidades de ouro e dinheiro e explora o sal ao longo da costa do Pacífico. A maior parte dos produtos manufaturados, como o cimento, os cigarros, os sapatos, os vestuários, o sabão, os produtos alimentares e as bebidas alcoólicas, é destinada ao mercado local. Os produtos petroleiros são refinados sobretudo para a exportação.

### Turismo

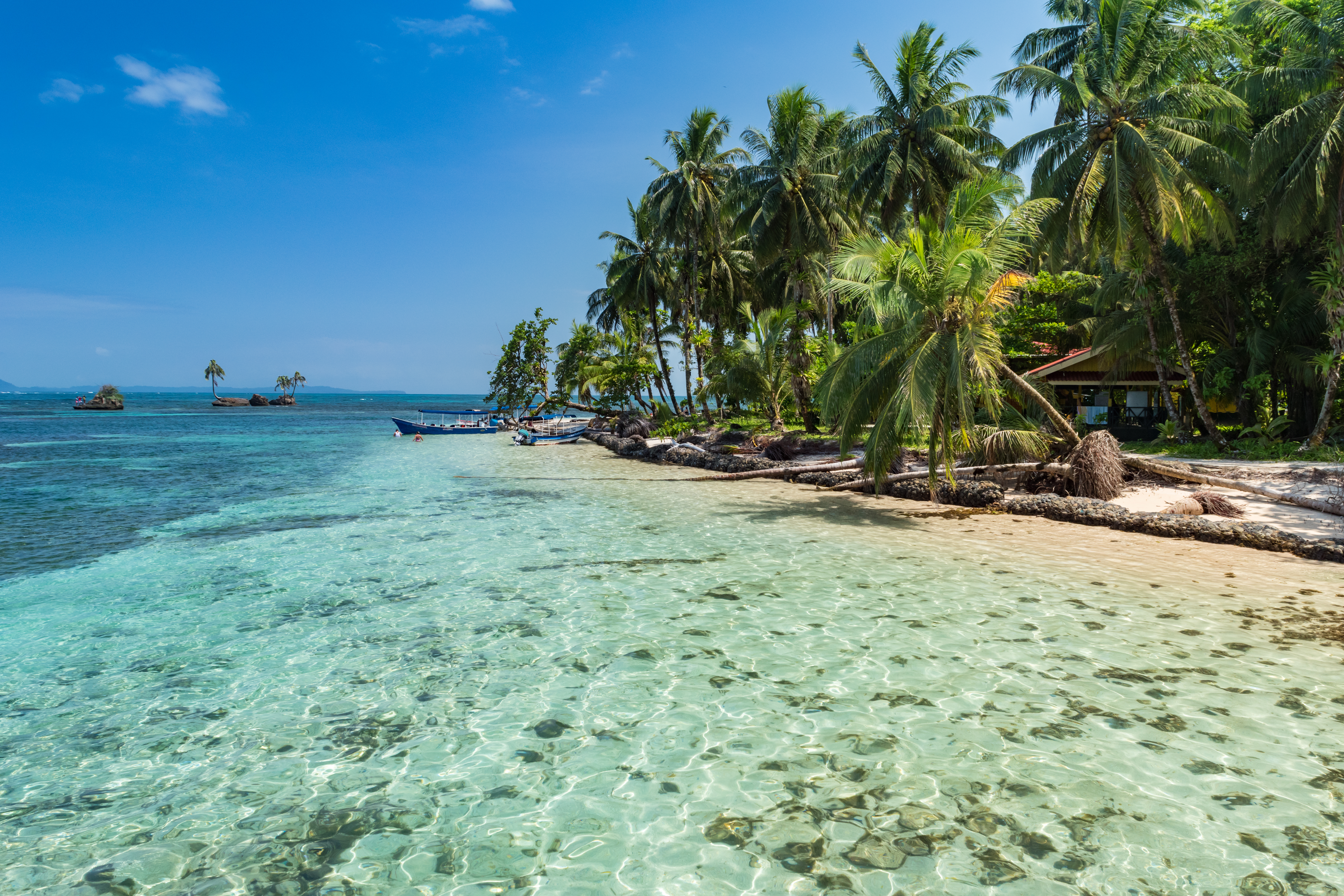
Ilha Zapatilla, Arquipélago de Bocas del Toro.

Turismo na República do Panamá cresceu nos últimos 5 anos, graças, em parte, ao governo oferecer desconto de impostos e preços à visitantes e aposentados estrangeiros. Esses incentivos financeiros levaram o Panamá a ser conhecido como um bom lugar para se aposentar, sendo um dos destinos que mais recebe aposentados americanos e europeus. Investidores imobiliários no Panamá aumentaram a quantidade de destinos de turismo nos últimos 5 anos. A quantidade de turistas no Panamá entre janeiro e setembro de 2008 foi de 1,1 milhão, um aumento significativo de 13,1%(128 452) em relação ao mesmo período do ano anterior, quando as chegadas totalizaram 982 640.
As chegadas de turistas da Europa ao Panamá cresceram 23.1% durante os 9 primeiros meses de 2008. De acordo com a Autoridade de Turismo do Panamá (ATP), entre janeiro e setembro, 71 154 turistas do velho continente entraram no país, 13 373 mais do que o mesmo período do ano anterior. A maioria dos europeus que visitaram o Panamá é de espanhóis (14 820), italianos (13 216), franceses (10 174), britânicos (8 833) e alemães (6 997). A Europa se tornou um dos mercados chave para promover o Panamá como destino de turismo. Em 2007 1 445 500 turistas visitaram o Panamá. Isso gerou 9,5% do Produto Interno Bruto (PIB) do país, sendo o maior setor da economia.

## Infraestrutura

### Transportes

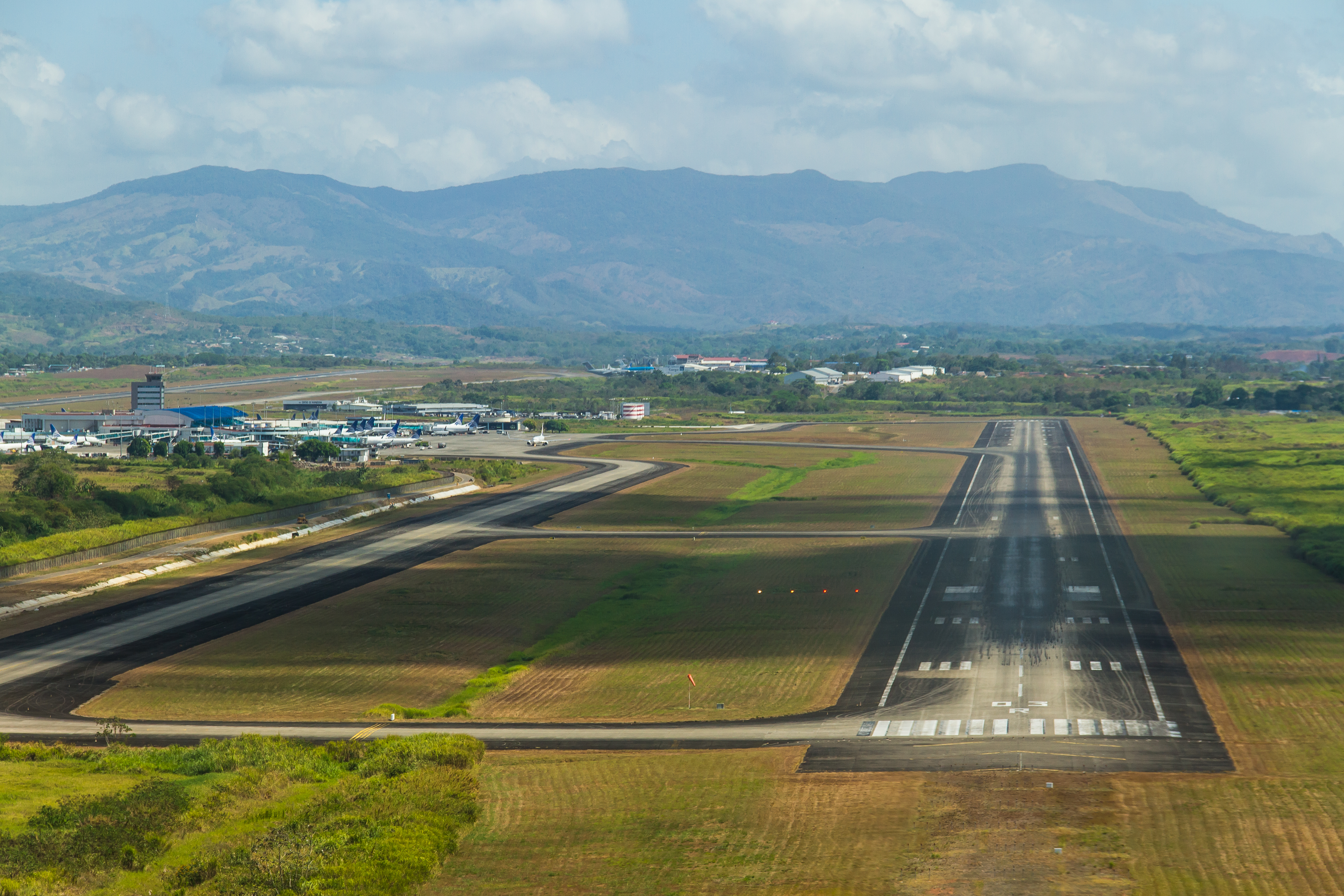
Aeroporto Internacional Tocumen.

A rodovia Panamericana atravessa o país desde a Costa Rica até a Colômbia. Entretanto, a parte oriental, no Darién, ainda não estava terminada em fins do século XX, como tampouco o trecho colombiano perto da fronteira panamenha. Outra via terrestre é a rodovia Boyd-Roosevelt, entre a capital e Colón.
Em 1855 foi construída a ferrovia interoceânica, que cruza o istmo, da Cidade do Panamá até Colón. Outras ferrovias, destinadas ao transporte de produtos agrícolas, realizam curtos percursos nas províncias ocidentais de Chiriquí e Bocas del Toro.
Os portos de Cristóbal, no mar do Caribe, e Balboa, no oceano Pacífico, são os mais importantes do país. Puerto Armuelles e Almirante dão saída à produção de bananas na parte ocidental, pelo Pacífico e Caribe, respectivamente. A navegação de cabotagem permite o transporte de mercadorias em muitas regiões costeiras sem comunicação por terra. O rio Tuira, no Darién, é navegável ao longo de cem quilômetros, e o Bayano em um curto trecho. O canal interoceânico desempenha papel fundamental para toda a região. O Aeroporto Internacional Tocumen, próximo à Cidade do Panamá, é servido por diversas companhias aéreas, voo domésticos regulares ligam a capital a vários pontos do território.

### Saúde

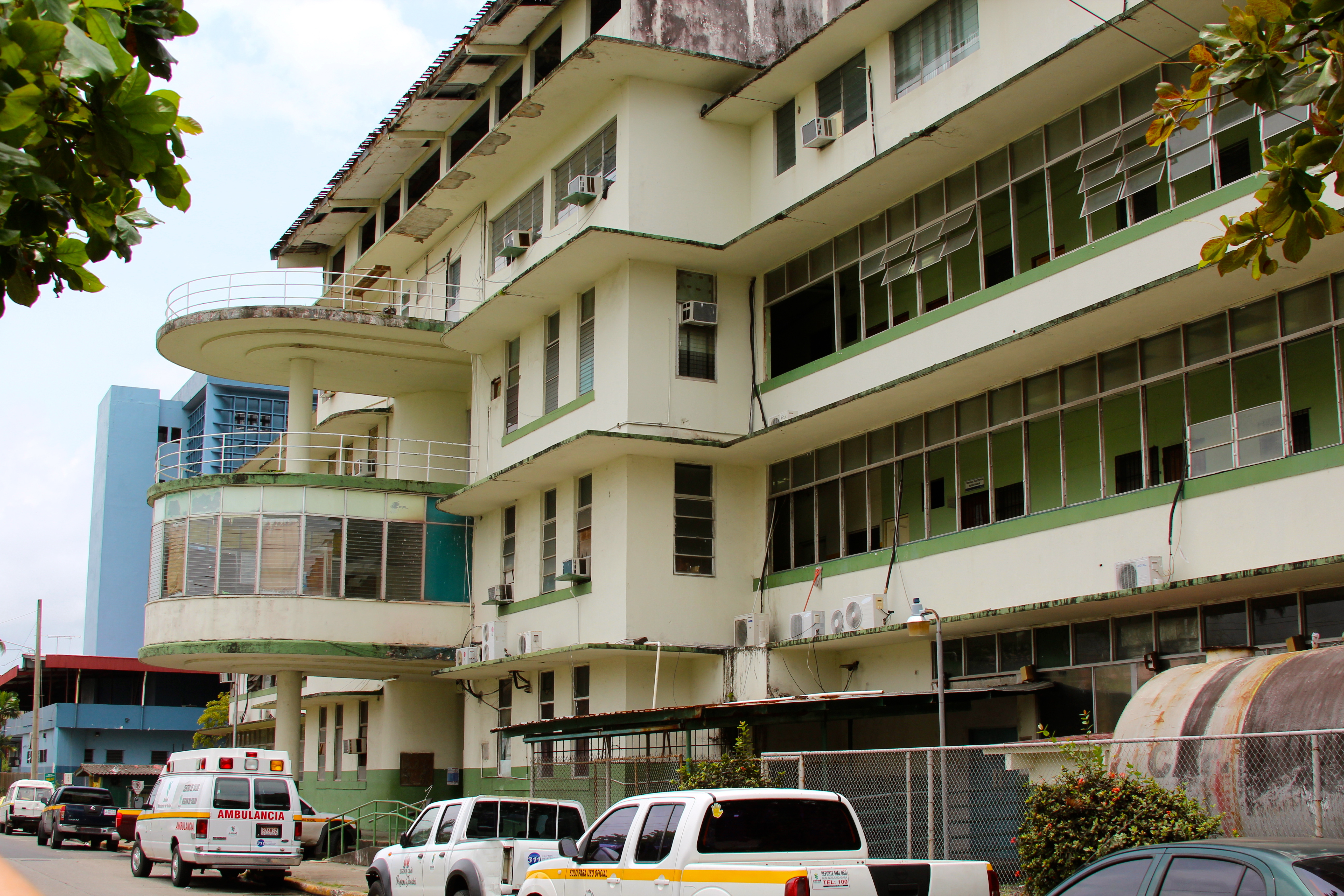
Hospital Amador Guerrero em Colón.

A saúde panamenha é governada pelo Ministério da Saúde do Panamá. Por seu turno, o sistema de saúde pública é gerido por duas entidades diferentes: Ministério da Saúde do Panamá (MINSA) e o Fundo de Segurança Social do Panamá (CSS). Os hospitais e centros de atenção primária, que são administrados pelo Ministério da Saúde, recebem recursos do orçamento do Estado.
Em 2018, a esperança de vida no Panamá era de 78,4 anos, de acordo com o relatório anual de saúde da Organização Mundial de Saúde (OMS), sendo a quarta melhor da América Latina, atrás somente da Costa Rica, Cuba e Chile. A expectativa subiu, se comparado com o ano de 2007, quando as Nações Unidas estimaram em 75,8 anos a esperança de vida no país. Segundo dados da OMS, as mulheres panamenhas têm uma expectativa de vida de 81,4 anos, sendo a quarta melhor da América Latina. Enquanto isso, homens panamenhos têm uma expectativa de vida de 75,5 anos, novamente a quarta mais alta na América Latina. Espera-se que, durante o século XXI, a população panamenha sofra um processo de envelhecimento, com o aumento da população de idosos. A tabela a seguir mostra esse processo, em milhões de pessoas.
O Fundo de Segurança Social foi criado em 1941. Esta etapa é caracterizada pela crescente participação do Estado na resolução de problemas da saúde pública, mas sem planejamento adequado e com a consequente duplicação de atividades e serviços. Em 1969, durante o governo de José María Pinilla (regime militar), foi criado o Ministério da Saúde. Durante as décadas de 1960, 1970 e 1980, o sistema de saúde panamenho teve um desenvolvimento considerável, baseado no Ministério da Saúde e no Fundo de Seguridade Social, ao qual foi adicionado um setor privado.
Este crescimento foi feito a partir de altos gastos do governo, especialmente durante a década de 1970, quando os gastos com saúde permaneciam acima de 10% do orçamento nacional, o que produziu o aumento de gastos em pessoal entre 1970 (34,7 dólares) e 1980 (57 dólares). No final da década de 1980, esta tendência foi interrompida tanto pela crise econômica de 1982-1984, quanto pela crise do Estado de 1988-1989, que derrubou os gastos sociais de forma significativa. Como resultado, em 1988, o gasto por pessoal foi reduzido para apenas 18,4 dólares. Durante as últimas duas décadas, o sistema de saúde tem sido criticado devido à duplicação de funções e ineficiência. Apesar disso, a saúde é acessível a quase todas as pessoas, tanto em áreas urbanas quanto em áreas rurais não indígenas.

### Educação

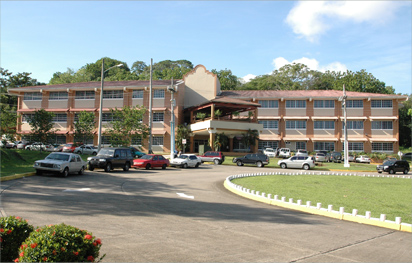
Universidade Tecnológica do Panamá.

Originalmente, durante o século XVI, a educação no Panamá era assegurada por padres jesuítas. A educação pública, como instituição nacional e governamental, começou em 1903. Os princípios subjacentes a este sistema de educação inicial eram de que as crianças deveriam receber diferentes tipos de educação de acordo com sua classe social e, portanto, a posição que deveriam ocupar na sociedade. Este modelo de educação, tido como elitista, foi alterado abruptamente sob influência política norte-americana.
A educação pública começou no Panamá logo após a separação da Colômbia em 1903. Os primeiros esforços foram guiados por uma visão extremamente paternalista dos objetivos da educação, como evidenciado nos comentários feitos em uma reunião de 1913 da Primeira Assembleia Educacional Panamenha: "O patrimônio cultural dado à criança deve ser determinado pela posição social que ele ou deve ocupar. Por esta razão, a educação deve ser diferente de acordo com a classe social a que o aluno deve estar relacionado". Este foco elitista mudou rapidamente sob a influência dos Estados Unidos.
Em 2010, estimava-se que 94,1% da população era alfabetizada (94,7% dos homens e 93,5% das mulheres). A educação no Panamá é obrigatória para as crianças de faixa etária entre 6 e 18 anos. Nas últimas décadas, a matrícula escolar em todos os níveis, especialmente nos níveis superiores, aumentou significativamente. O Panamá costumava participar nos exames do Programa Internacional de Avaliação de Alunos, mas devido a dívidas e os resultados insatisfatórios dos exames estão adiando a participação até 2018.
O decreto executivo nº 141, de 1997, criou as regiões escolares de ensino. Essas regiões estabelecem um modelo de organização administrativa descentralizada para as diretorias regionais. São as seguintes: Bocas del Toro, Coclé, Colón, Chiriquí, Darién, Herrera, Kuna Yala, Los Santos, Panamá Central, Panamá Leste, Panamá Oeste, San Miguelito e Veraguas.

## Cultura

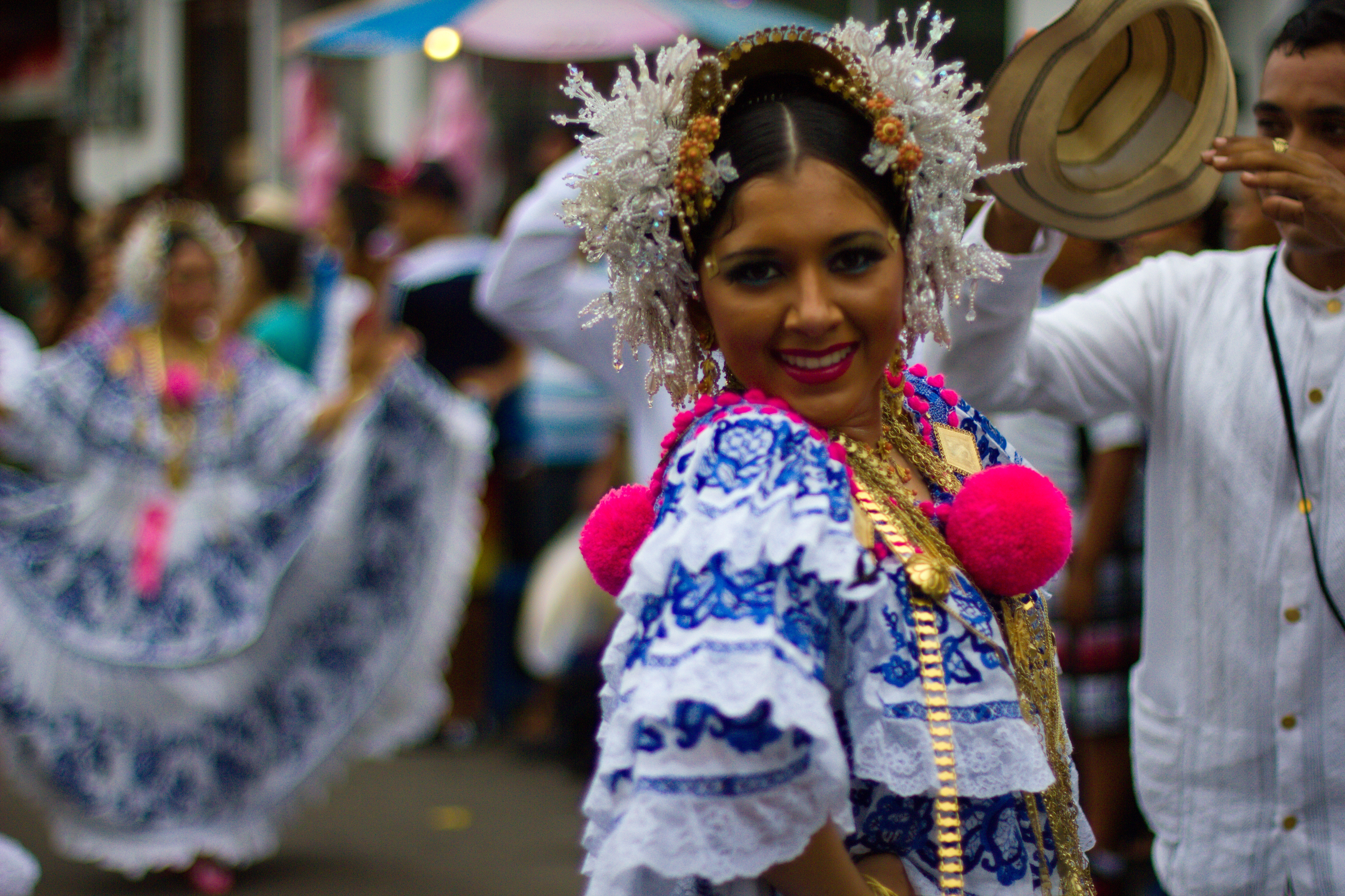
Mulher panamenha com a roupa tradicional conhecida como pollera.

A cultura do Panamá é uma mescla das tradições espanholas, africanas, ameríndias e estadunidenses.

### Esportes

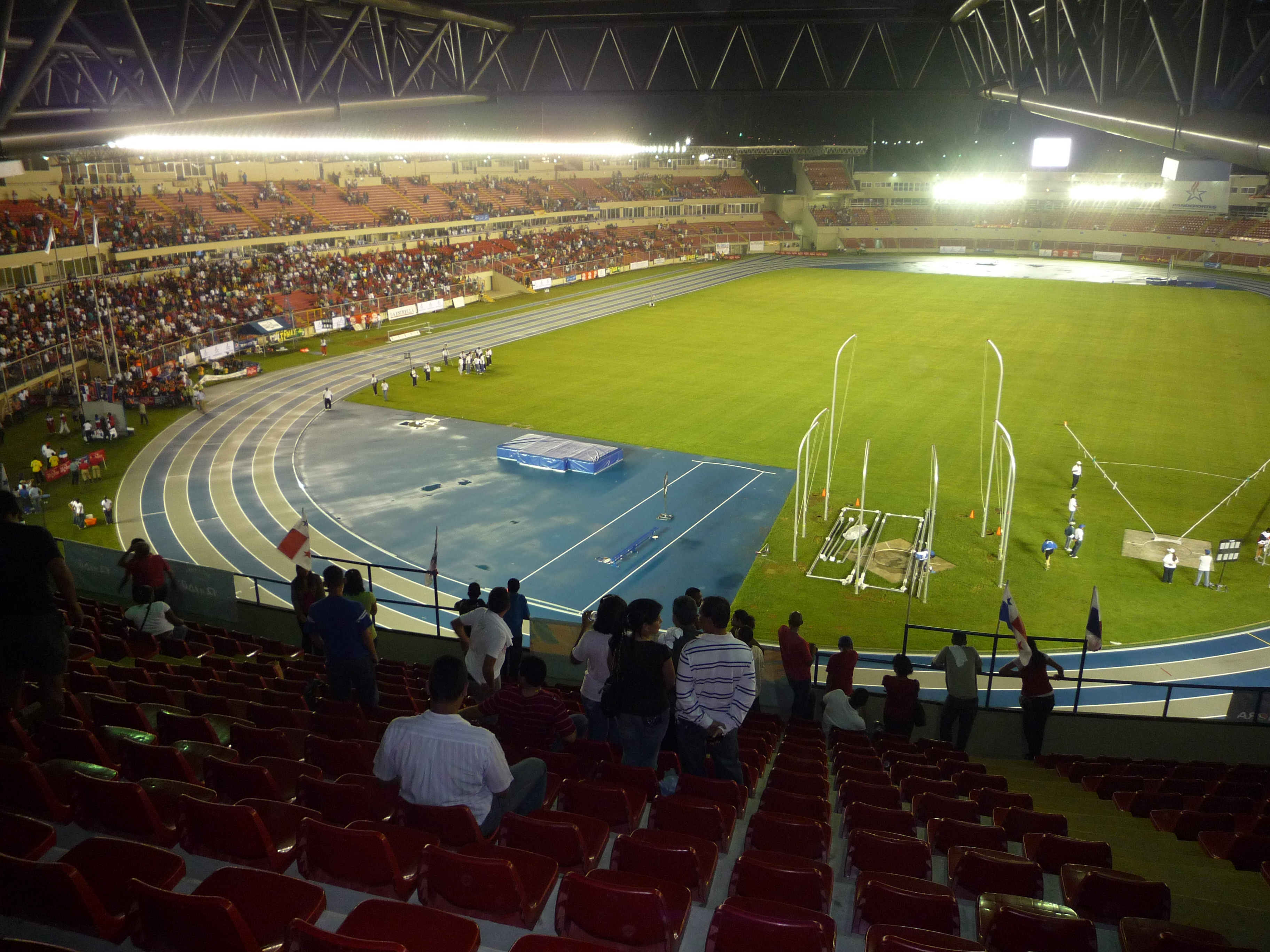
Estádio Rommel Fernández, na Cidade do Panamá.

O beisebol é o esporte nacional do Panamá e o país possui equipes regionais e uma equipe nacional que o representa em eventos internacionais. Pelo menos 140 jogadores panamenhos jogaram beisebol profissional nos Estados Unidos, mais do que qualquer outro país da América Central.
Desde o final do século XX, o futebol se tornou mais popular no Panamá. A liga principal do futebol panamenho, a Liga Panameña de Fútbol, foi fundada em 1988. A Seleção Panamenha de Futebol se classificou para a Copa do Mundo da FIFA pela primeira vez em 2018.
O basquetebol também é popular no Panamá. Existem equipes regionais e um esquadrão que compete internacionalmente. Dois dos jogadores de basquete proeminentes do Panamá são Rolando Blackman, quatro vezes NBA All-Star, e Kevin Daley, capitão de dez anos e showman dos Harlem Globetrotters. Outros jogadores notáveis que representaram o Panamá internacionalmente são Mario Butler e Rolando Frazer.
O saltador Irving Saladino se tornou o primeiro medalhista de ouro olímpico do Panamá em 2008. No boxe, quatro panamenhos estão no Hall da Fama do Boxe Internacional: Roberto Durán, Eusebio Pedroza, Ismael Laguna e Panama Al Brown. Em agosto de 2016, o Panamá tinha dois campeões mundiais de boxe: Guillermo Jones e Anselmo Moreno.

### Feriados
O desfile de Natal, conhecido como El desfile de Navidad, é celebrado na capital, a Cidade do Panamá. Este feriado é comemorado em 25 de dezembro. Os carros alegóricos do desfile são decorados com as cores do Panamá, e as mulheres usam vestidos chamados pollera, com os homens vestindo o tradicional montuno. Além disso, a banda marcial no desfile, formada por bateristas, mantém a multidão entretida. Na cidade, uma grande árvore de Natal é iluminada com luzes de Natal, e todos cercam a árvore e cantam canções natalinas.
| Nome:                                  | Data:                        |
| Dia de ano novo                        | 1º de janeiro                |
| Dia dos Mártires                       | 9 de janeiro                 |
| Carnaval                               | 4 dias em fevereiro ou março |
| Dia do Trabalho                        | 1º de maio                   |
| Dia da Raça (Descobrimento de América) | 12 de outubro                |
| Dia do Hino Nacional                   | 1º de novembro               |
| Dia da Independência                   | 3 de novembro                |
| Dia da Bandeira                        | 4 de novembro                |
| Grito de Independência em Los Santos   | 10 de novembro               |
| Independência da Espanha               | 28 de novembro               |
| Dia das Mães                           | 8 de dezembro                |
| Natal                                  | 25 de dezembro               |